# Grote Prijs van Plumelec 2024
De Franse wielerwedstrijden die horen bij de Grote Prijs van Plumelec werden in 2024 verreden op 3 en 4 mei. Bij de vrouwen vond La Classique Morbihan plaats op 3 mei. Op 4 mei werd de Grote Prijs van Morbihan voor vrouwen verreden en de Grote Prijs van Morbihan bij de mannen.

## Mannen
De 47e editie van de Grote Prijs van Plumelec werd verreden op 4 mei 2024. Titelverdediger was Arnaud De Lie, hij werd opgevolgd door Benoît Cosnefroy die in 2019 ook al won. Cosnefroy was de sterkste in een sprint van ruim 20 renners. Casper van Uden was de beste Nederlander met een 49e plaats.
De start was in Josselin en de finish lag 196 kilometer verderop in Plumelec in het Bretonse departement Morbihan.
De wedstrijd was onderdeel van de Coupe de France en de UCI ProSeries.

### Uitslag
| Plaats  | Naam                 | Ploeg                           | tijd     |
| ------- | -------------------- | ------------------------------- | -------- |
| Winnaar | Benoît Cosnefroy     | Decathlon AG2R La Mondiale Team | 4u51'20" |
| 2       | Axel Zingle          | Cofidis                         | z.t.     |
| 3       | Arnaud De Lie        | Lotto Dstny                     | z.t.     |
| 4       | Clément Venturini    | Arkéa-B&B Hotels                | z.t.     |
| 5       | Fredrik Dversnes     | Uno-X Mobility                  | z.t.     |
| 6       | Luca Van Boven       | Bingoal WB                      | z.t.     |
| 7       | Vincenzo Albanese    | Arkéa-B&B Hotels                | z.t.     |
| 8       | Odd Christian Eiking | EF Education-EasyPost           | z.t.     |
| 9       | Xabier Berasategi    | Euskaltel-Euskadi               | z.t.     |
| 10      | David González       | Caja Rural-Seguros RGA          | z.t.     |

## Vrouwen

### La Classique Morbihan
De negende editie van La Classique Morbihan vond plaats op 3 mei 2024. Titelverdedigster was de Italiaanse Gaia Masetti. Zij nam deze editie niet deel. Haar opvolgster werd haar landgenote Eleonora Gasparrini na ruim 110 kilometer koers. Deze wedstrijd startte en finishte in Josselin. Gasparrini won in een sprint-a-deux van de Poolse Marta Lach. De Franse Jade Wiel won de sprint van het geslonken peloton.

#### Uitslag
| Plaats  | Naam                | Ploeg                            | tijd     |
| ------- | ------------------- | -------------------------------- | -------- |
| Winnaar | Eleonora Gasparrini | UAE Team ADQ                     | 3u01'06" |
| 2       | Marta Lach          | CERATIZIT-WNT Pro Cycling Team   | z.t.     |
| 3       | Jade Wiel           | FDJ-Suez                         | + 2"     |
| 4       | Giada Borghesi      | BTC City Ljubljana Zhiraf Ambedo | z.t.     |
| 5       | Victoire Berteau    | Cofidis                          | z.t.     |
| 6       | Victorie Guilman    | Saint Michel-Mavic-Auber 93      | z.t.     |
| 7       | Kaja Rysz           | Lifeplus Wahoo                   | z.t.     |
| 8       | Quinty Ton          | Liv AlUla Jayco                  | z.t.     |
| 9       | Marion Bunel        | Saint Michel-Mavic-Auber 93      | z.t.     |
| 10      | Amandine Fouquenet  | Arkéa-B&B Hotels                 | z.t.     |

### Grote Prijs van Morbihan
De dertiende editie van de Grote Prijs van Morbihan vond bij de vrouwen plaats op 4 mei 2024. Titelverdedigster was de Australische Grace Brown die deze editie niet deelnam. Haar opvolgster werd de Italiaanse Silvia Persico. De andere wedstrijd van dit Franse tweeluik, La Classique Morbihan die een dag eerder plaatsvond, werd eveneens gewonnen door een Italiaanse renster van UAE Team ADQ. In de top-10 van deze wedstrijd eindigden zes rensters die een dag eerder ook de top-10 bereikten.
Deze wedstrijd startte en finishte in Plumelec en was 95,7 kilometer lang.

#### Uitslag
| Plaats  | Naam                | Ploeg                                         | tijd     |
| ------- | ------------------- | --------------------------------------------- | -------- |
| Winnaar | Silvia Persico      | UAE Team ADQ                                  | 2u41'51" |
| 2       | Victoire Berteau    | Cofidis                                       | z.t.     |
| 3       | Marta Lach          | CERATIZIT-WNT Pro Cycling Team                | z.t.     |
| 4       | Jade Wiel           | FDJ-Suez                                      | z.t.     |
| 5       | Yanina Kuskova      | Tashkent City Women Professional Cycling Team | z.t.     |
| 6       | Giada Borghesi      | BTC City Ljubljana Zhiraf Ambedo              | + 3"     |
| 7       | Eleonora Gasparrini | UAE Team ADQ                                  | z.t.     |
| 8       | Camille Fahy        | Saint Michel-Mavic-Auber 93                   | + 5"     |
| 9       | Dominika Włodarczyk | UAE Team ADQ                                  | z.t.     |
| 10      | Marie Le Net        | FDJ-Suez                                      | + 1'08"  |

Ronde van Valencia ·
Figueira Champions Classic ·
Ronde van Oman ·
Clásica de Almería ·
Ronde van de Algarve ·
Ruta del Sol ·
Ardèche Classic ·
Drôme Classic ·
Kuurne-Brussel-Kuurne ·
Trofeo Laigueglia ·
Nokere Koerse ·
Milaan-Turijn ·
GP Denain ·
Bredene Koksijde Classic ·
Grote Prijs Miguel Indurain ·
Scheldeprijs ·
Brabantse Pijl ·
Ronde van de Alpen ·
Ronde van Turkije ·
Grote Prijs van Plumelec ·
Tro Bro Léon ·
Ronde van Hongarije ·
Vierdaagse van Duinkerke ·
Boucles de la Mayenne ·
Ronde van Noorwegen ·
Circuit Franco-Belge ·
Brussels Cycling Classic ·
Dwars door het Hageland ·
Ronde van België ·
Ronde van Slovenië ·
Ronde van het Qinghaimeer ·
Ronde van Wallonië ·
Arctic Race of Norway ·
Ronde van Burgos ·
Ronde van Denemarken ·
Ronde van Duitsland ·
Maryland Cycling Classic ·
Ronde van Groot-Brittannië ·
Grote Prijs van Fourmies ·
GP Industria & Artigianato-Larciano ·
Coppa Sabatini ·
Grote Prijs van Wallonië ·
Ronde van Luxemburg ·
Super 8 Classic ·
Ronde van Langkawi ·
Ronde van het Münsterland ·
Ronde van Emilia ·
Parijs-Tours ·
Coppa Bernocchi ·
Ronde van de Drie Valleien ·
Ronde van Piemonte ·
Ronde van het Taihu-meer ·
Ronde van Veneto ·
Japan Cup ·
Veneto Classic